# Centre pour la gouvernance démocratique
 (juin 2023).
 (janvier 2023).
Le Centre pour la Gouvernance Démocratique (CGD) est une organisation non gouvernementale qui a pour objectif d’améliorer la gouvernance démocratique au Burkina Faso et dans toute l’Afrique. Il intervient essentiellement dans la recherche, la formation, l’éducation et l’organisation des dialogues démocratiques. 

## Historique
Le Centre pour la gouvernance démocratique a été créé le 29 mars 2001.

## Objectifs
Le Centre pour la gouvernance démocratique a été créé dans l’objectif d’adopter des stratégies afin de promouvoir une gouvernance démocratique au Burkina Faso. 
Dans cette optique, le CGD œuvre pour :
- outiller les acteurs du processus démocratique afin d’améliorer leur capacité d’analyse et d’évaluations des politiques publiques ;
- la multiplication des espaces de dialogue entre les acteurs du processus démocratique ;
- la promotion de la participation des citoyens et particulièrement celle des femmes aux processus de la gouvernance ;
- l’amélioration du professionnalisme, la transparence, l’imputabilité et l’efficience dans le processus électoral[3],[4].

## Domaines d'interventions
Le Centre pour la gouvernance démocratique intervient dans la formation, le renforcement des capacités, les conférences, les dialogues, les enquêtes et les sondages.

## Thématiques abordées
- La réconciliation nationale

- La culture citoyenne

- L’incivisme et l’extrémisme violent

- La gestion des mines

- La gouvernance au sein des collectivités locales

- La participation des jeunes et des femmes en politique

- Le contrôle de l’action publique et le fonctionnement des administrations publiques et reddition des comptes

- La rupture générationnelle

- Le renforcement des institutions[4]

## Financement et partenariats
Les projets et programmes du Centre pour la gouvernance démocratique sont essentiellement financés par l'aide au développement apportée par des pays tels que la Suède,, le Danemark, ou la Suisse, ainsi que par des fonds d'organismes internationaux comme le Programme des Nations Unies pour le Développement,. Plusieurs partenaires techniques accompagnent également le Centre pour la gouvernance démocratique dans ses activités : National Democratic Institute, l'Autorité Suprême de Contrôle d'Etat et de Lutte contre la Corruption (ASCE-LC), Diakonia et PAX.